# Bronces del Luristán

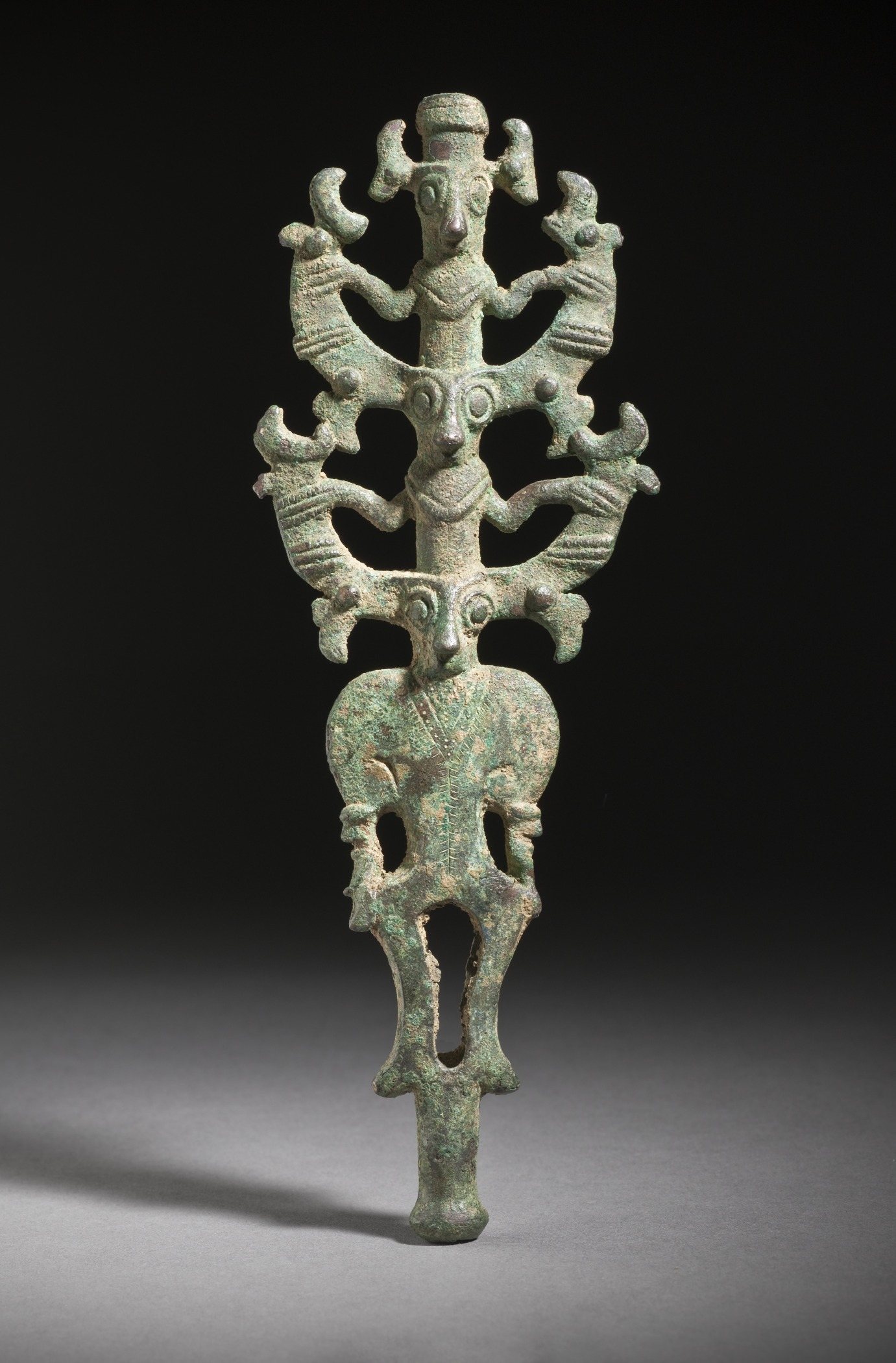
Uno de los tipos "canónicos" de bronces del Luristán, remate de estandarte con "el domador de animales", aquí en dos niveles, mostrando una "unión zoomórfica"; 21,59 cm de alto.

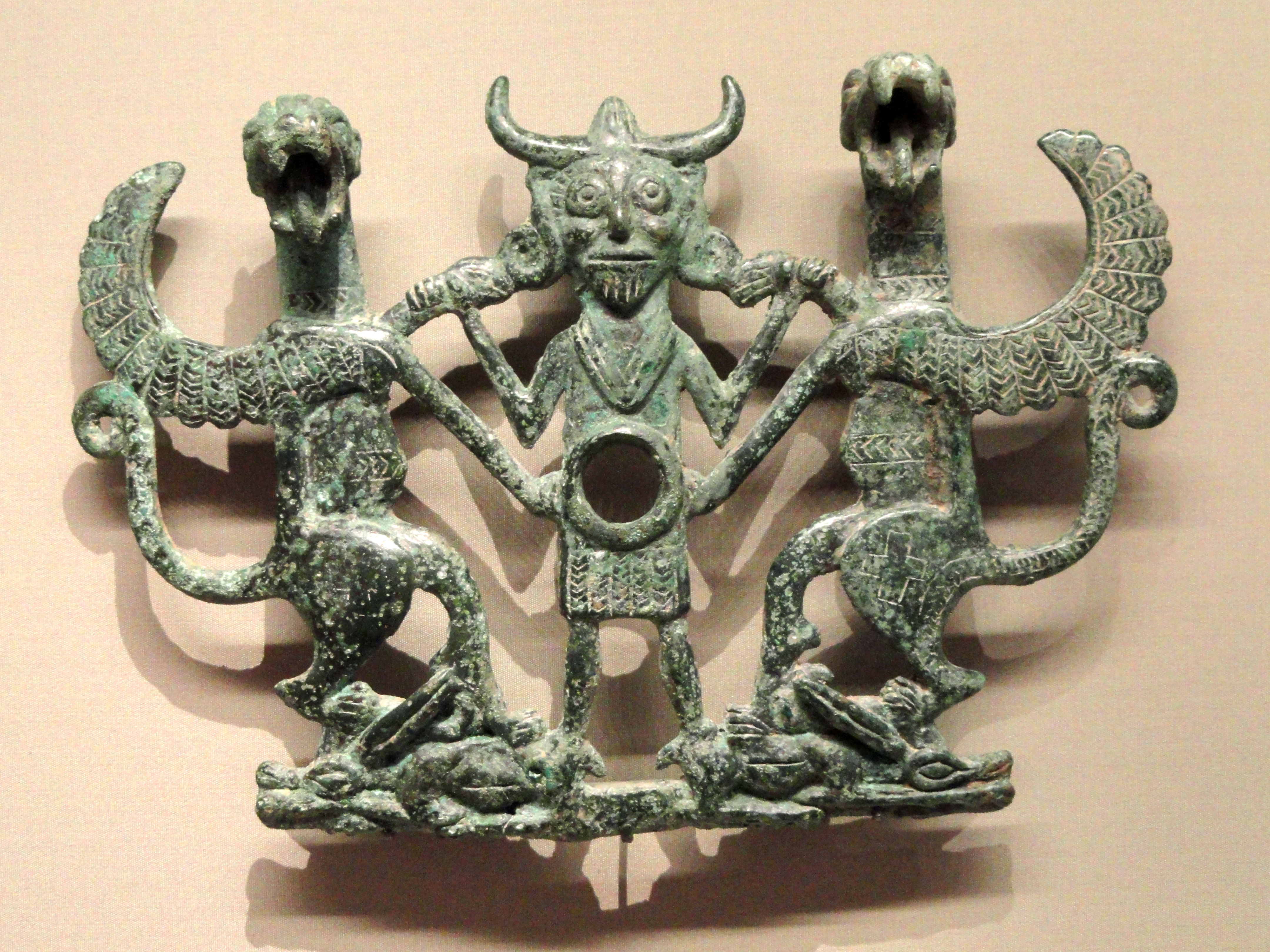
Carrillera con motivo "Domador de animales", alrededor de 700 a. C.

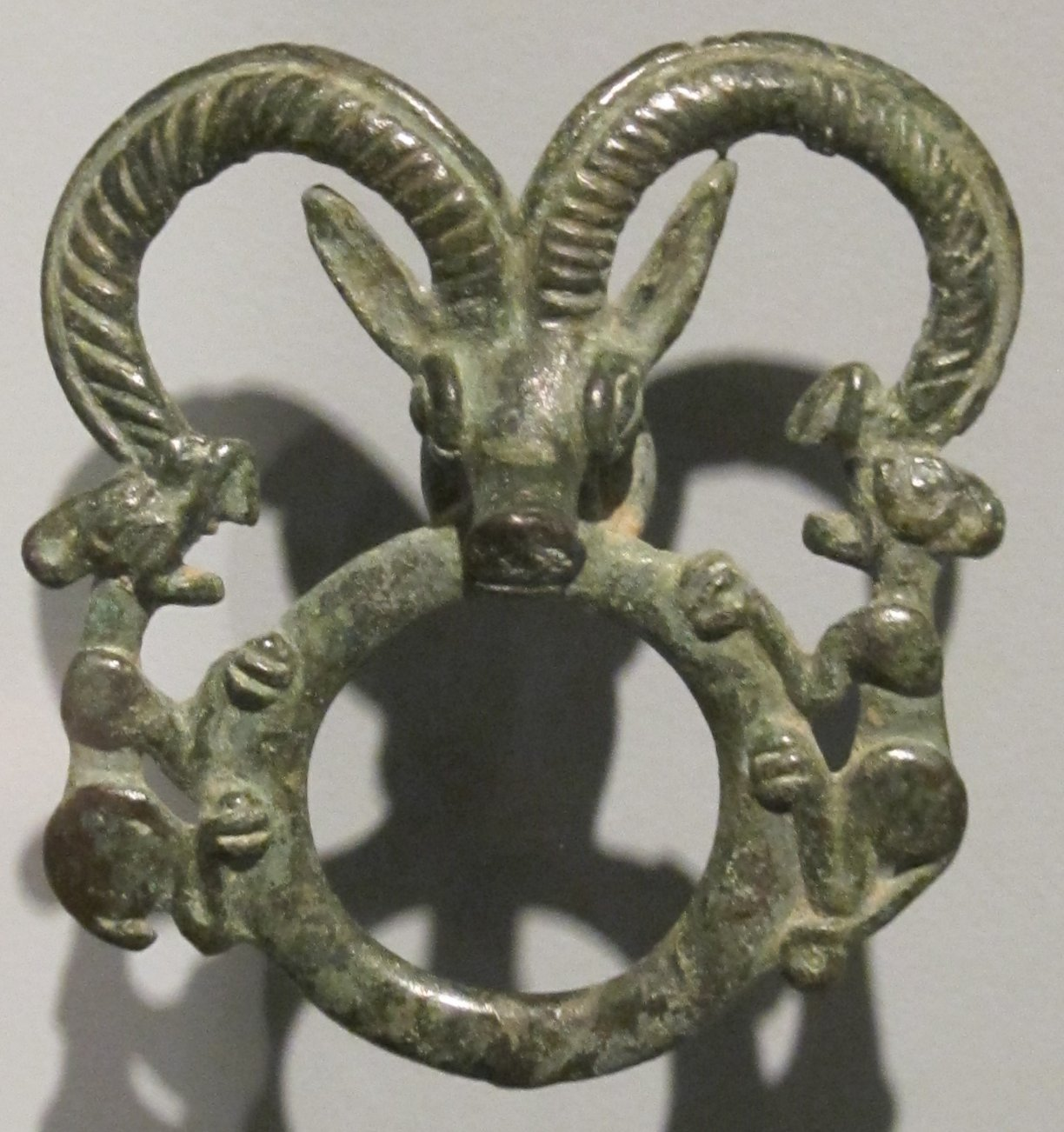
Aro de arnés con íbice y felinos.

Los bronces del Luristán (a veces, también Lurestán, o Lorestán) son pequeños objetos fundidos decorados en bronce de principios de la Edad del Hierro que se han encontrado en grandes cantidades en la provincia de Lorestán y en Kermanshah en el centro oeste de Irán. Incluyen un gran número de ornamentos, herramientas, armas, arreos de caballo y un pequeño número de recipientes como sítulas, y aquellos encontrados en excavaciones documentadas se encuentran, por norma general, en tumbas. La etnicidad de la gente que los creó no está clara, aunque bien pudieron ser persas, posiblemente relacionados con los modernos luros que han dado su nombre a la región. Probablemente datan de entre el año 1000 y el 650 a. C.
Los bronces tienden a ser planos y usar adornos calados, como la metalurgia relacionada con ella del arte escita. Representan el arte de un pueblo nómada o trashumante, para quienes todas las posesiones han de ser ligeras y portátiles, y necesariamente objetos como armas, remates en forma de estandarte (quizá para las varas de la tienda), arreos de caballos, copas, con una superficie pequeña pero toda ella muy decorada. Son comunes las representaciones de animales, especialmente cabras u ovejas con grandes cuernos, y las formas y los estilos son distintivos e imaginativos. Es frecuente el motivo del "domador de animales", que muestra a un humano colocado entre y agarrando a dos animales enfrentados pero está, de forma muy típica, altamente estilizado. También pueden encontrarse algunas "domadoras de animales" femeninas.

## Descubrimiento
Los objetos de bronce de Luristán llamaron la atención del mercado mundial del arte a finales de los años veinte del siglo XX y fueron excavados en considerables cantidades por los pueblos locales, "salvajes hombres tribales que no animaban la competición de excavadores cualificados", y que llegaron a través de una red de comerciantes, en gran medida ilegalmente, a Europa o América, sin información sobre los contextos en los que se encontraron. Ejemplares que esporádicamente habían llegado a Occidente con anterioridad, fueron asignados a otros lugares como Armenia o Anatolia. Hay una fuerte sospecha de que los muchos miles de piezas surgidas en el mercado del arte incluyen algunas falsificaciones.
Desde 1938 se llevaron a cabo varias excavaciones científicas por arqueólogos estadounidenses, daneses, británicos, belgas e iraníes en las necrópolis de la zona que incluye los valles de Pish Kuh septentrional y el meridional Pusht Kuh de Lorestān; estos son términos que designan las vertientes "frontal" oriental y "trasera" occidental de la cordillera de Kabīrkūh, parte de los más amplios montes Zagros, que definen la región donde parecen habers encontrado los bronces. Cómo se relacionaban estas necrópolis con asentamientos contemporáneos es algo que aún no se sabe.
De una forma algo curiosa, dos piezas muy características del Luristán se han excavado en el mundo griego, en Samos y Creta, pero ninguna en otras partes de Irán u Oriente Próximo.

## Contexto, datación y desarrollo estilístico

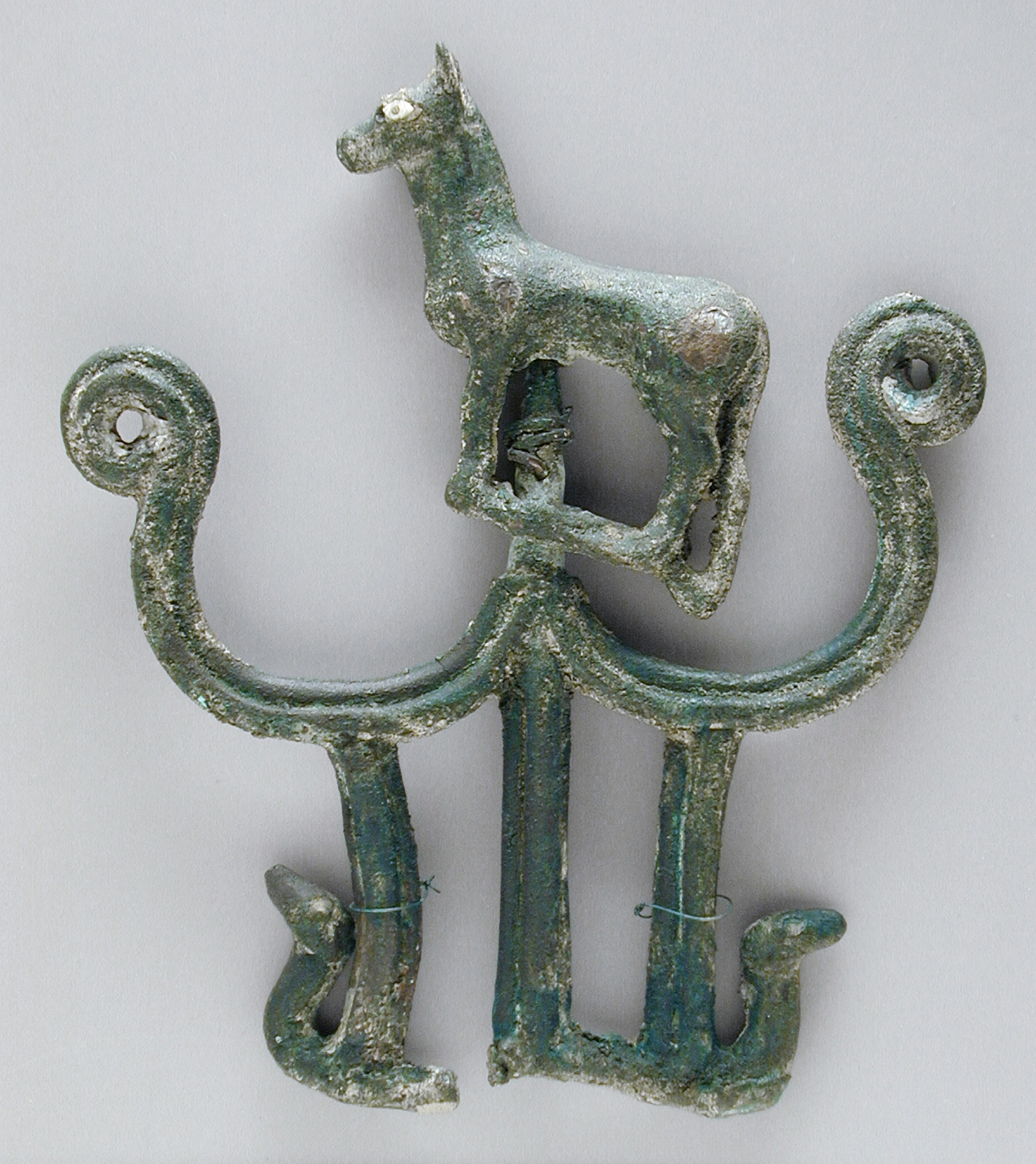
Un predecesor: temprano enganche de caballo elamita en bronce fundido, h. 2600-2400 a. C.

El término "bronce de Luristán" no se usa normalmente para objetos antiguos de bronce de Luristán entre el IV milenio a. C. y la Edad del Bronce iraní (h. 2900–1250 a. C.), aunque a menudo son muy similares. Estos tempranos objetos de bronce, incluyendo los procedentes del imperio elamita, que incluyó Luristán, eran en gran medida similares a los que se encontraron en Mesopotamia y en la meseta iraní, aunque en piezas más tardías, los animales son un tema muy común en pequeñas piezas de bronce. De una época ligeramente anterior al período de los bronces canónicos, una serie de dagas o espadas cortas que se reputan procedents del Luristán están inscritas con los nombres de reyes mesopotámicos, lo que quizá refleje modelos de servicio militar.
Antes de la época de los bronces, esta región estuvo habitada por los casitas, quienes hablaban una lengua no irania; luego estuvo bajo el control de los medos, que sí hablaban una lengua irania. Durante la mayor parte del período de los bronces fue, al menos en teoría, parte del imperio neoasirio. Como región montañosa rural, lo que el auge y caída de estos imperios llegó a significar de verdad es algo que en gran medida se desconoce; un cambio climático anterior al año 1000 a. C. parece haber afectado significativamente a esta zona. Las pocas piezas atribuidas a Luristán que llevan inscripciones son piezas no documentadas del mercado de antigüedades.
Los arqueólogos dividen los períodos de producción de estos bronces en (Edad del) "Hierro tardío de Luristán" I a III. Hierro tardío de Luristán II fue menos productivo, y se está peor comprendido. Las fechas para estos períodos "permanecen fluidos" pero "es posible sugerir que el material del Hierro de Luristán I fuera elaborado en los años alrededor del 1000 a. C., el de Hierro II alrededor de 900/800–750, y el del Hierro III alrededor de 750/725–650."
Actualmente se cree que el desarrollo estilístico de las piezas procede de las representaciones naturalísticas de humanos y animales hacia la estilización, aunque no queda claro si esto fue una tendencia consistente. Esto va en contra de la tendencia propuesta por Michael Rostovtzeff, uno de los que primero escribió sobre los bronces.

## Tipos de objetos
Aunque hay una amplia variedad de objetos, algunos tipos son especialmente comunes, distintivos, y de ahí que se les considere "canónicos".

### Tubos, estandartes y remates animales
Entre los objetos más característicos están una serie de objetos con un hueco o anillo abierto, diseñado para ser enganchado en lo alto de una vara u otro soporte vertical, a menudo usando un enganche separado. Pueden ser descritos como remates, estandartes y tubos; Muscarella y otros escritores usan todos esos términos, diferenciando entre ellos tan solo sobre la base de la forma de su decoración. A diferencia de otros tipos de objetos, muy pocos de este grupo se han encontrado en investigaciones arqueológicas. Pueden haberse usado también con elementos perecederos que no han sobrevivido, bien como decoración adicional o para sujetar todo el conjunto. Se han sugerido muchas ideas para su función, sin que se haya alcanzado ningún consenso general; una sugerencia persistentes es que se insertaban ramas con hojas o flores en lo alto de estas piezas. La cantidad de los que han sobrevivido sugieren que los objetos no fueron raros, y pudieron disponer de ellos la mayor parte de las familias.

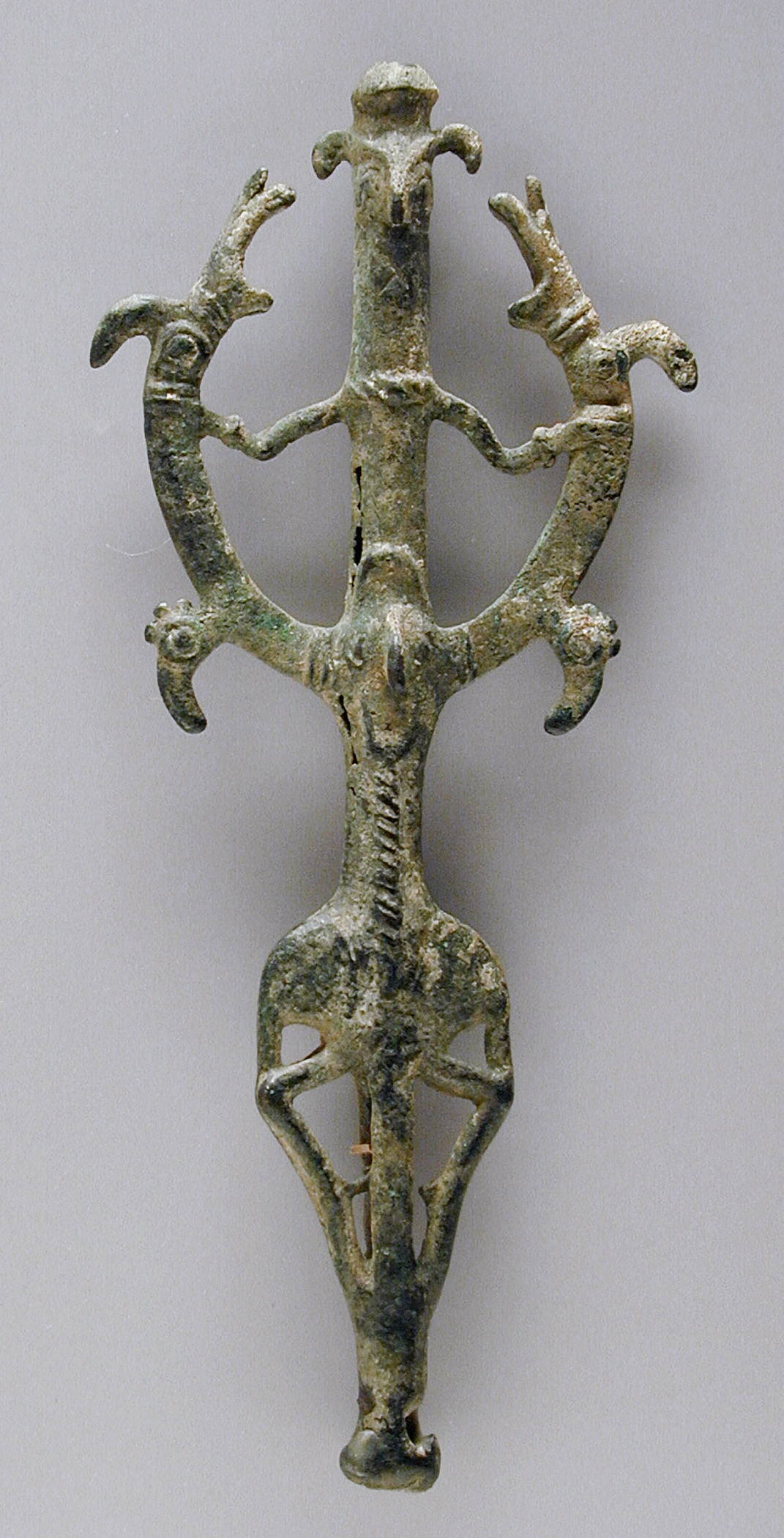
Estandarte con el domador de animales.

Tomando los grupos en lo que actualmente se considera que es su amplia secuencia cronológica, los primeros son los "remates de animales", con dos animales enfrentados rampantes, generalmente un ar de íbices cornilargos (o cabras o muflones) o felinos, uno frente al otro con un tubo central o anillos abiertos (formados en las uniones de sus atas delanteras y traseras) entre ellos. La cabra bezoar (capra aegagrus aegagrusis), la especie salvaje local de cabra o íbice, ya estaba domesticada miles de años antes; tiene unos largos cuernos curvados con costillas nudosas. En comparación con los tipos posteriores, los animales son más naturalísticos, especialmente el grupo de íbices, aunque no tanto que se pueda identificar con seguridad la especie a la que pertenecían. En algunos ejemplos las figuras son "demonios", con rasgos humanos excepto por sus largos cuernos.
El siguiente grupo es un tipo menos común, a menudo llamado el "estandarte de ídolo". Aquí el tipo "animal de remate" felino tiene añadida una cabeza humana separada entre las dos cabezas de los animales, sostenida por sus patas delanteras. Los diseños se han convertido en calados, con espacios cerrados formados por la cabeza humana y la cabeza y el cuello de cada felino, y otras por las patas traseras. El significado, si es que tiene alguno, de este grupo no queda claro, pero parecen ser justo lo contrario al siguiente grupo, mucho más habitual, llamado "estandartes del domador de animales".
Estos tienen una figura más plena, que ahora se ve hasta la cintura, con una forma en general humana (incluyendo lo que pueden ser figuras divinas y "demoníacas") entre los dos animales, agarrándolos para formar el motivo de domador de animales, que para entonces ya tenía dos mil años de antigüedad, y a sostén de la iconografía en el arte de Mesopotamia. Ahora los brazos del humano usualmente extendidos para atrapar los cuellos de los animales. Todas las figuras están muy estilizadas, y a menudo toda la composición se repite por debajo, orientada en sentido opuesto. Los cuerpos de las tres figuras tienden a fundirse en el medio entrando en el tubo central, antes de separarse de nuevo en los miembros inferiores. La "unión zoomórfica", donde el cuerpo de un animal se transforma en otro, se ve muy a menudo, con otra cabeza humana y un par de cabezas de animales apareciendo a nivel de la cintura del conjunto superior de figuras. Esta segunda cabeza humana a menudo tiene un cuerpo, y otras dos cabezas de animales, estas típicamente de gallos, se proyectan desde él más abajo.
En el grupo final, llamado los "tubos antropomórficos", esta figura inferior con cabezas de gallo es todo lo que queda, o justo la figura humana, de la que solo puede reconocerse la cabeza. Así los tipos más simples son solo un tubo con una cara humana cerca de lo alto, a veces una cara de Jano con dos cabezas espalda contra espalda, y quizás algunas molduras simples en el tubo. Si estos grupos realmente representan un desarrollo cronológico con un tipo siguiendo a otro, es algo que no queda claro. Otros tubos son comparables, pero usan rasgos animales más que humanos.

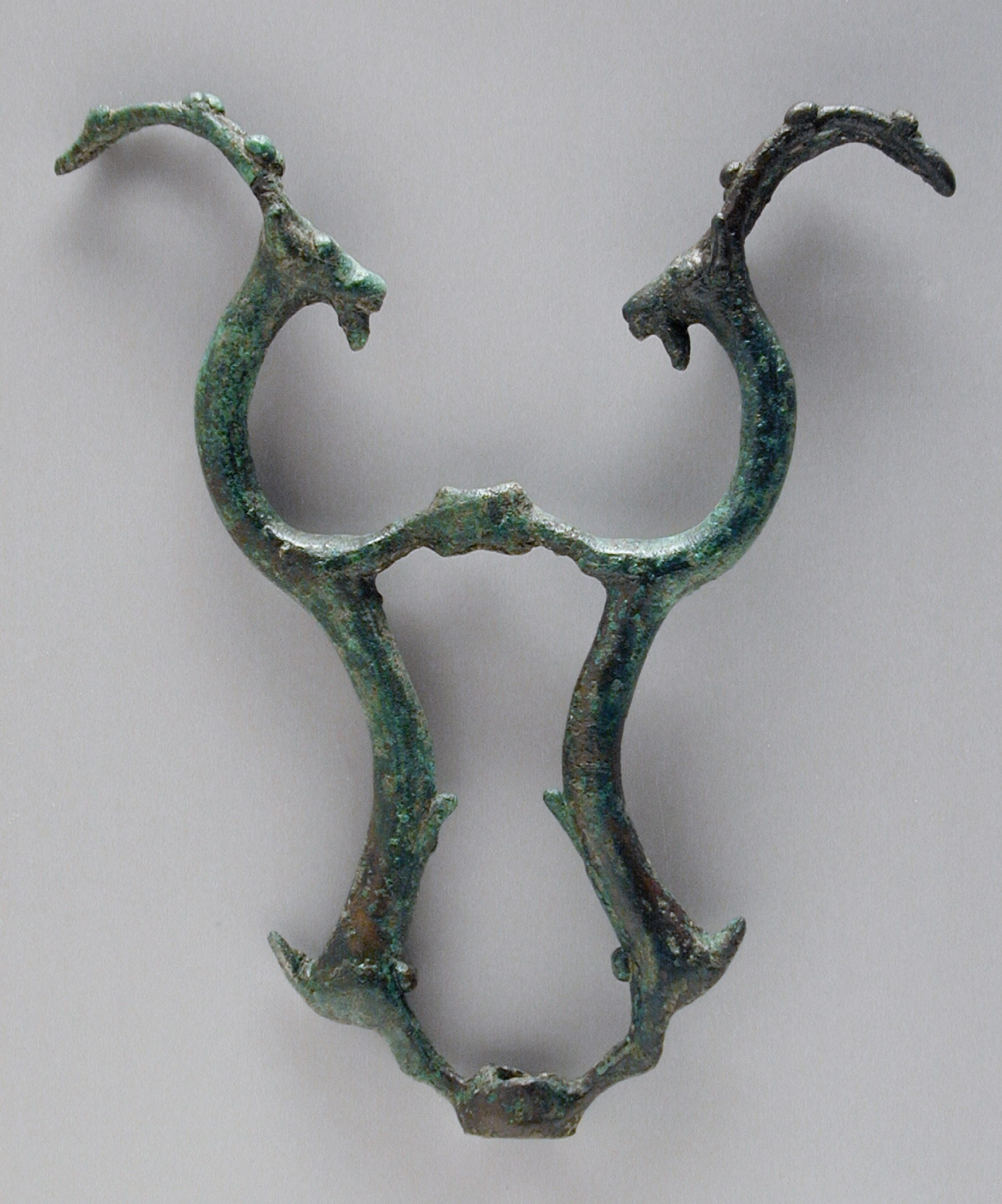
Remate con forma de íbice con anillos
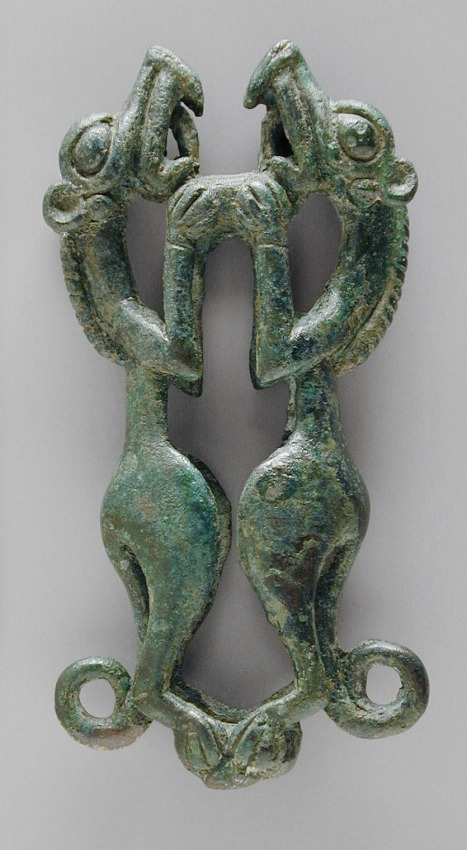
Remate con felino y anillos
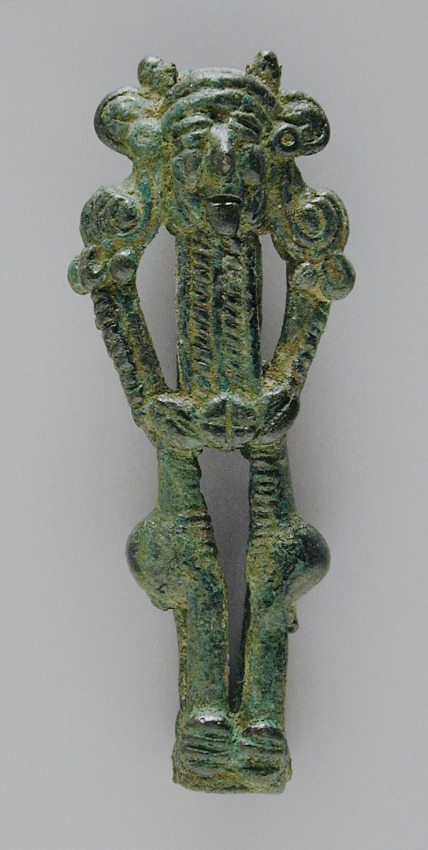
Tipo "estandarte de ídolo"
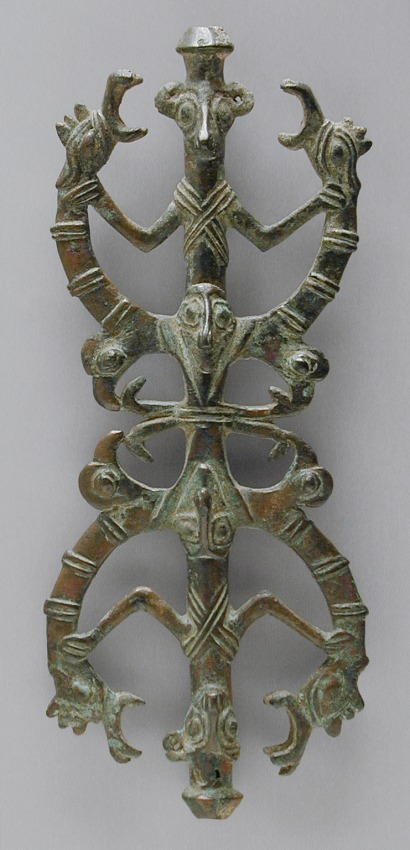
Estandarte "el domador de animales" con doble final
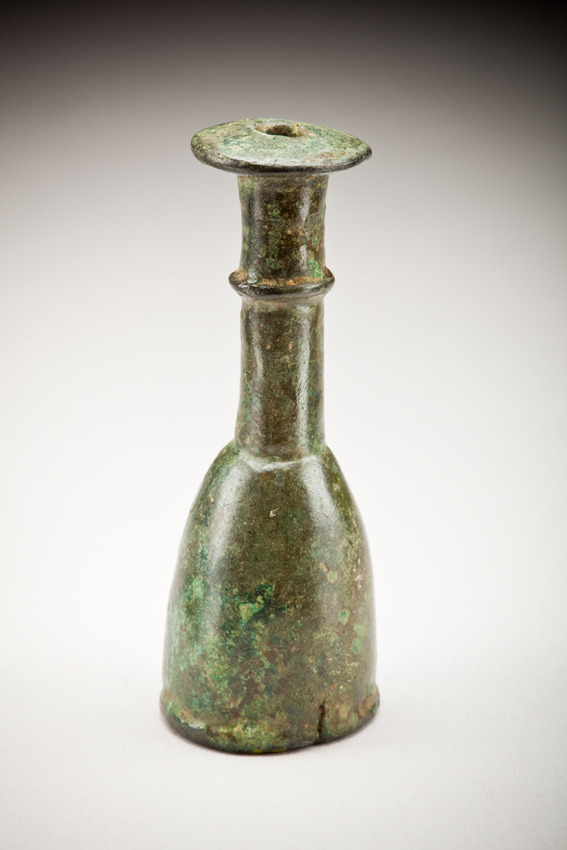
Pieza de apoyo
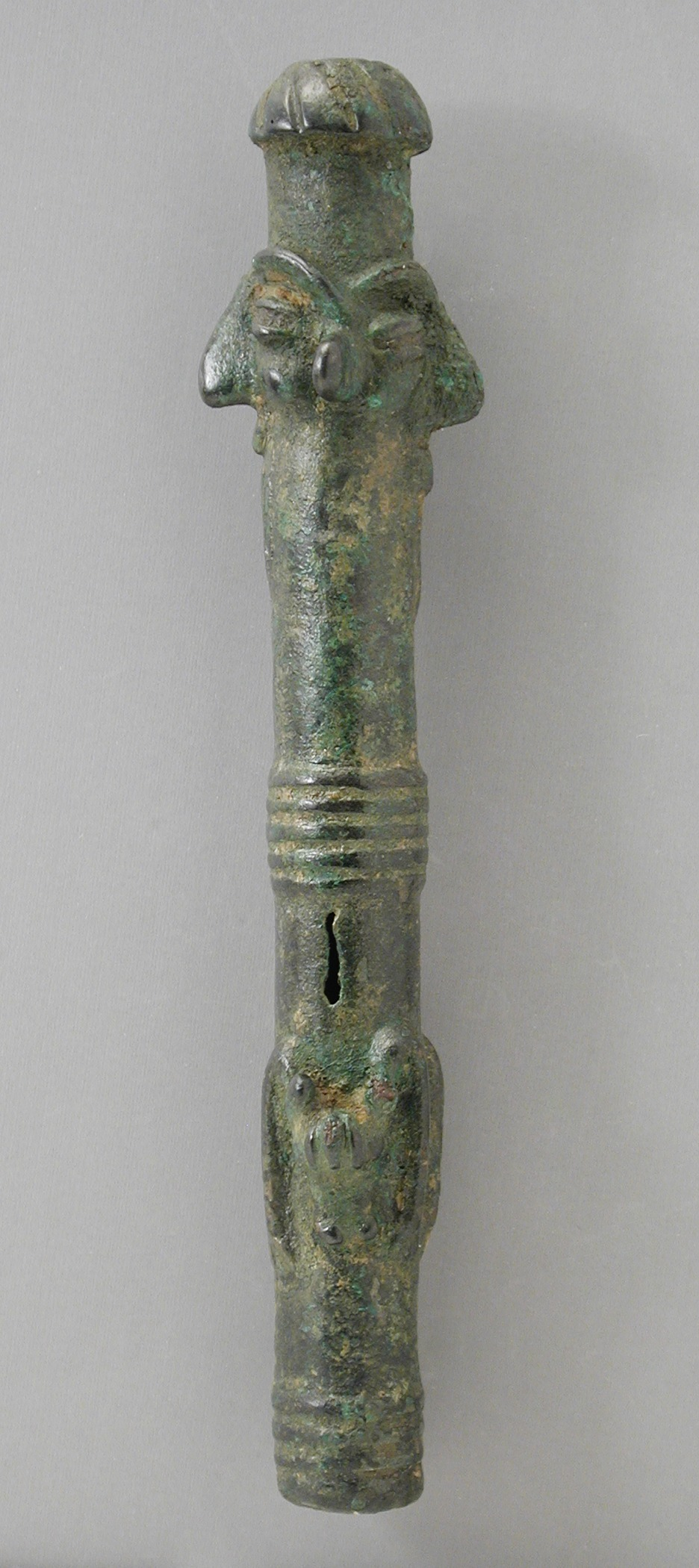
"Tubo antropomórfico"

### Carrilleras de caballo

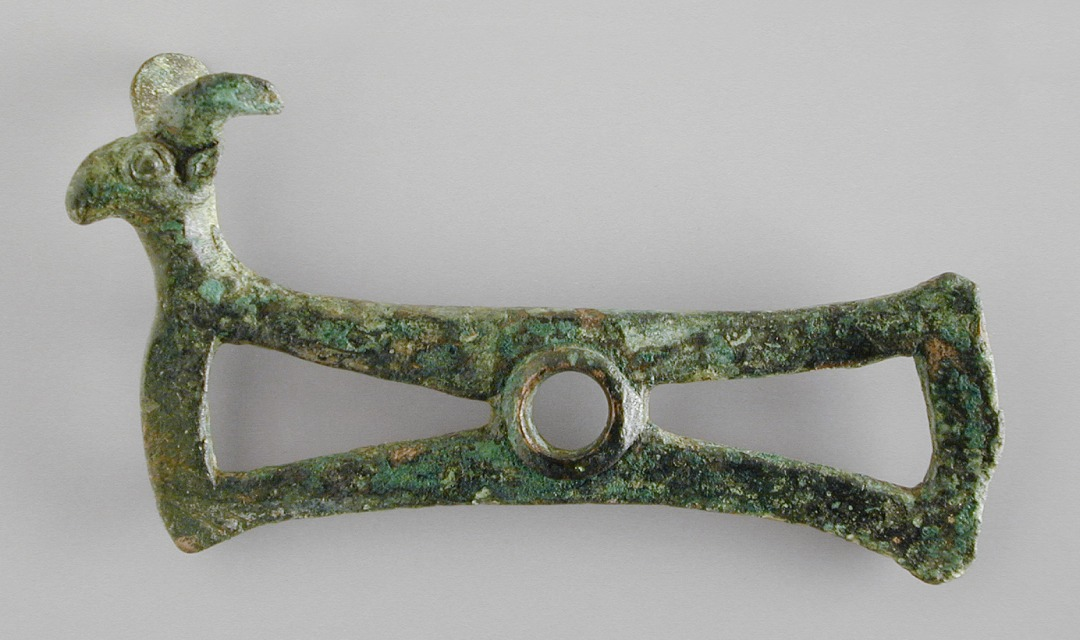
Algunas carrilleras de caballo tienen el "cuerpo" del animal reducido a un rectángulo.

Otra clase habitual de bronces son parejas de carrilleras de bocados; cuando están enteros vienen con una barra entre ellas que va a la boca del caballo. Hay a menudo anillos en las artes superior o trasera de las placas, para asegurar que se aten las riendas alrededor de la cabeza del caballo. Son placas planas caladas, con un agujero central reforzado para que los atraviesen los bocados; hay conjuntos completos y en ellos están sujetados en su sitio por los finales de la barra del bocado curvada hacia atrás.
Los diseños varían, pero en su mayor parte son animales, muy a menudo en versiones fantásticas con alas, y el Domador de Animales. Otros temas incluyen aurigas, y un tema con dos figuras flanqueando un objeto semejante a un árbol. Sobreviven muchos objetos como placas aisladas, quizá separadas después de ser excavadas. No parece auténtica la historia de que las piezas se encontraron a menudo bajo las cabezas de los hombres en enterramientos. No están documentados los contextos en los que se encontraron la mayor parte de las piezas, pero conoce un enterramiento equino en Luristán; no se sabe si era de la misma época.
Aunque la equitación era muy frecuente en las élites de Oriente Próximo en esta época, y todos usaron el mismo tipo de bocado, este estilo de grandes carrilleras solo se encuentra en Luristán. La rígida barra del bocado en una sola pieza, asegurada por extremos curvados, es también inusual; en otros lugares se encuentran bocados más flexibles. Muchas piezas tienen pequeños pinchos en la parte trasera de las placas; se cree que se usaron bien para controlar el caballo, o bien para fijar almohadillas de material más suave.

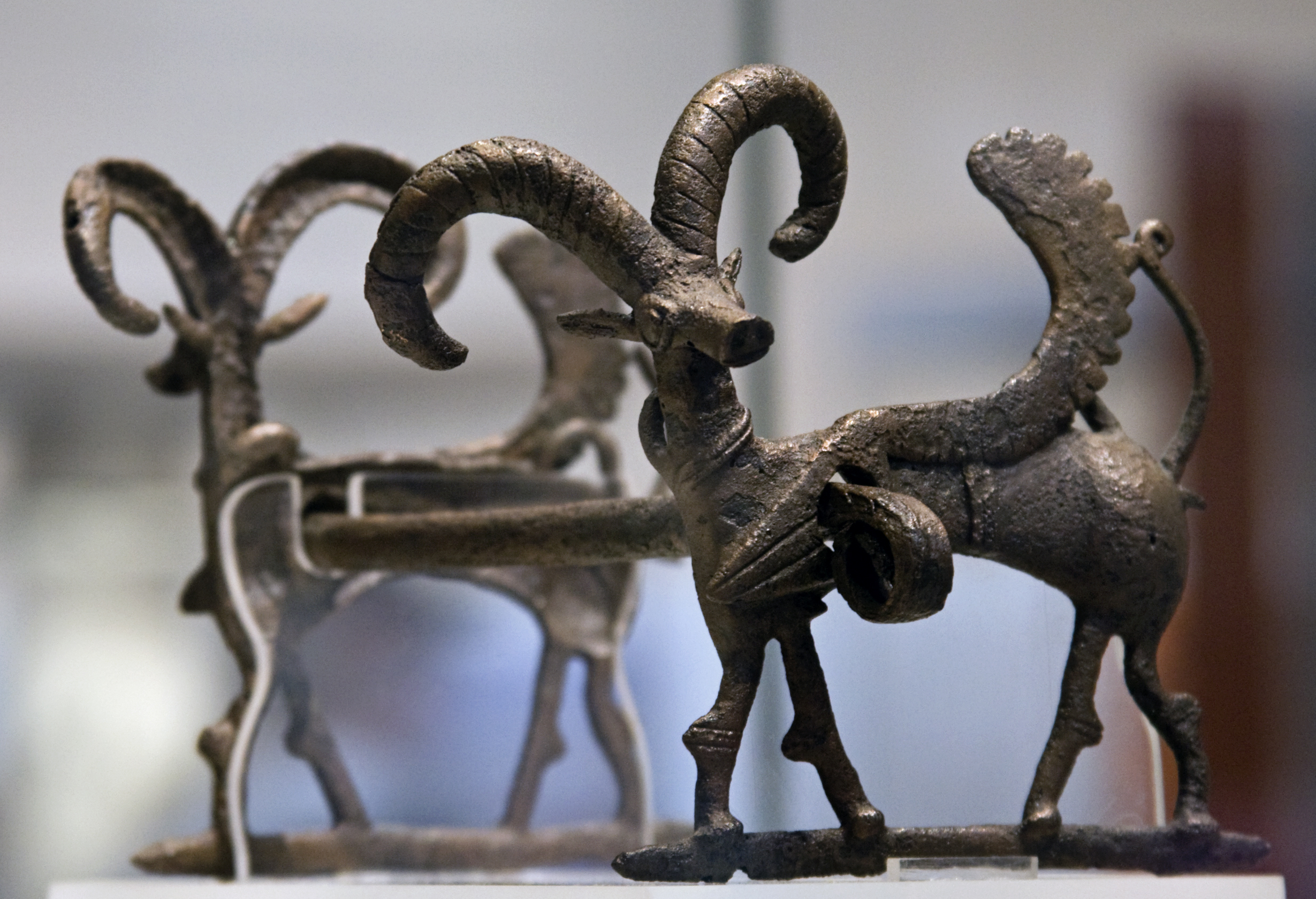
Pareja de carrilleras con la embocadura intacta; pueden verse los lazos al final del torso
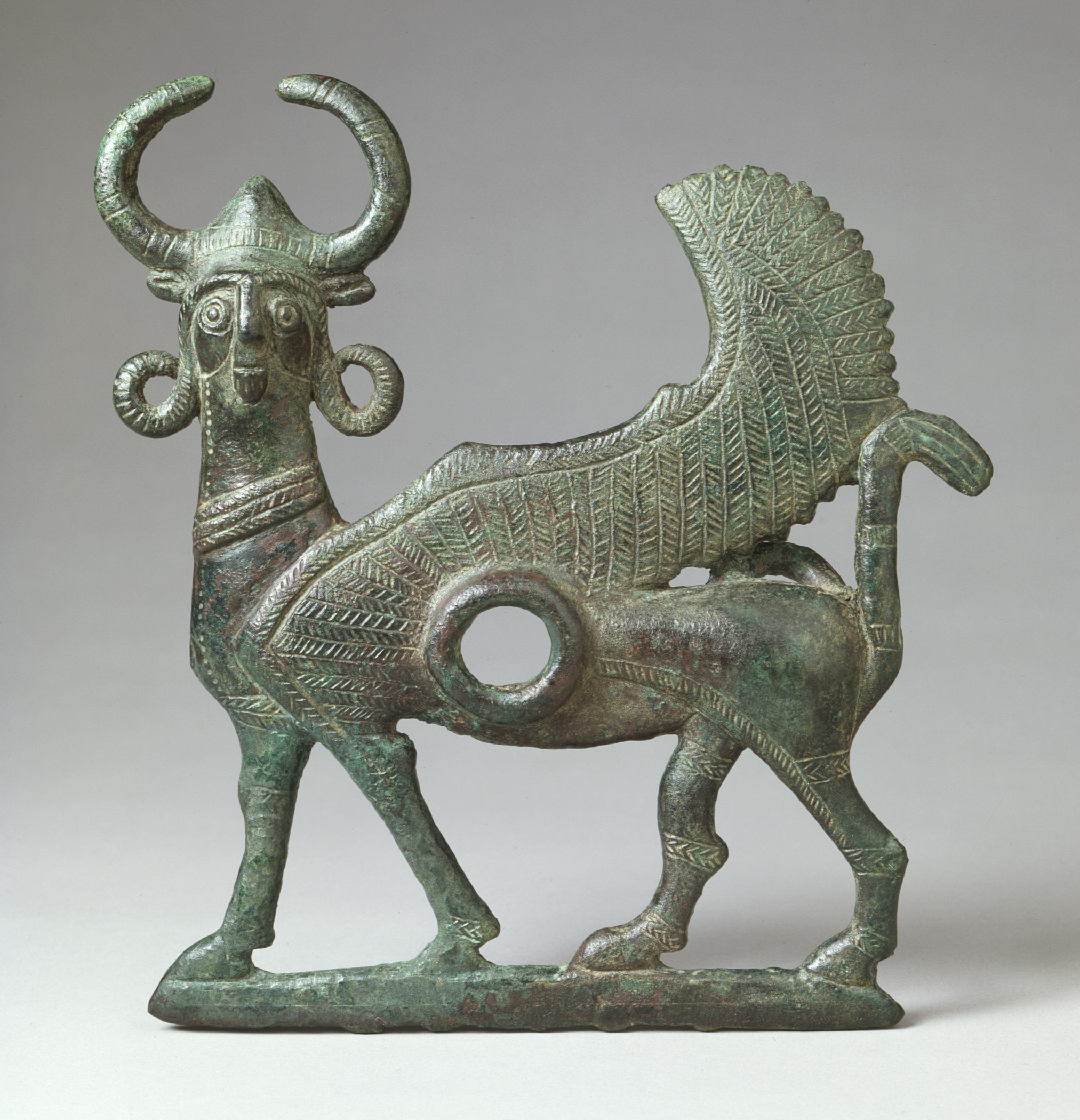
Placa aislada con una esfinge alada
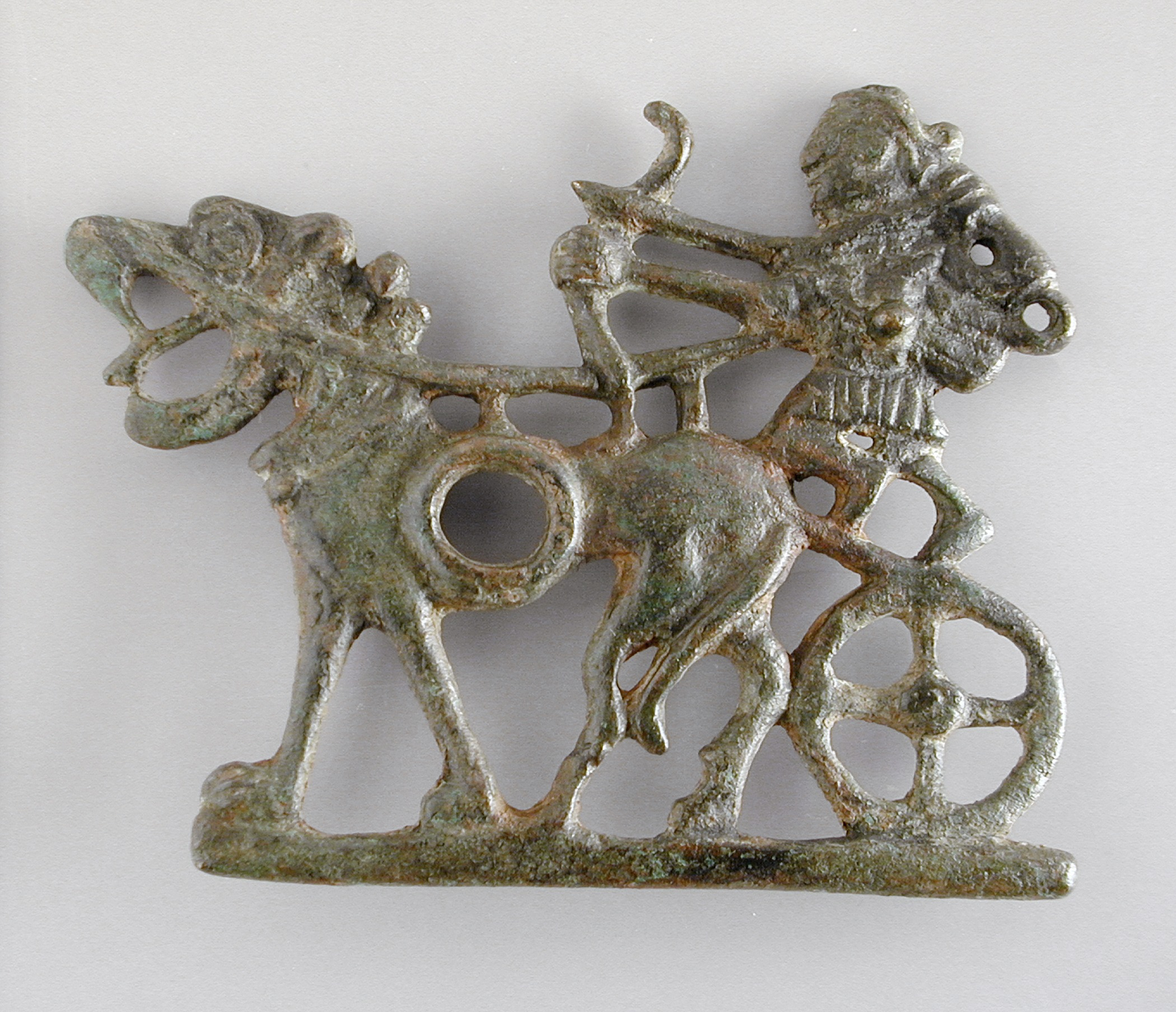
Auriga

### Cabezas de alfileres

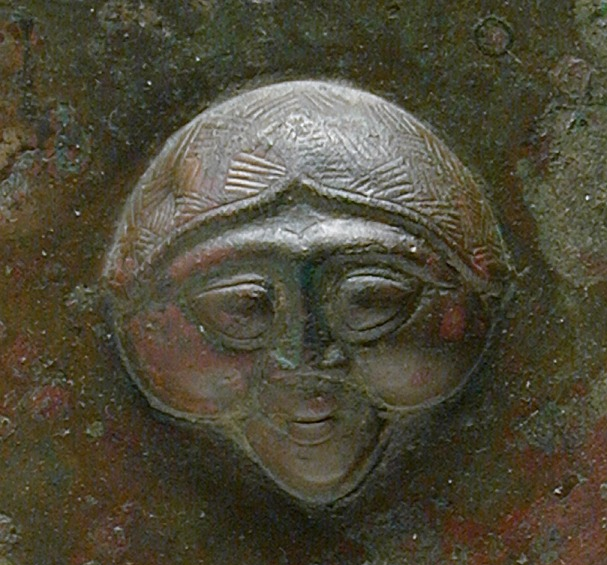
Cara de lo que por otro lado es un alfiler de disco plano

Grandes cabezas de alfileres decoradas son el tercer tipo más común y distintivo de los bronces de Luristán, diferenciándose en dos grupos distintivos: esculturales y calados, usando muchos el repertorio iconográfico de otros tipos de objetos y cabezas de disco planas, normalmente redondeadas. Su uso no se sabe con seguridad; probablemente se usaron tanto como exvotos, tal como sugiere la cantidad encontrada en el templo excavado en Surkh Dum, pero también usados como decoración o para sujetar las ropas. Se han sugerido otros usos. No se han encontrado en tumbas excavadas. También se han encontrado en Surkh Dum cabezas de alfiler en hueso y mayólica.
Los alfileres de disco están elaborados con una hoja de metal trabajada en martilleado, grabado y otras técnicas, en lo que difieren de los tipos descritos con anterioridad, que son fundidos. Muchos diseños se centran en una cara grande, y en general en su decoración predominan los humanos sobre los animales, otra diferencia respecto a los tipos anteriores. El diámetro del disco está, típicamente, entre los 6 y los 9 centímetros, y todo el alfiler y cabeza hasta alrededor de 20 centímetros. Diseños similares de grandes caras se encuentran en algunas otras placas de propósito incierto.
Las caras están en su mayor parte redondeadas para llenar un espacio circular, y muchas pretenden ser femeninas. Carecen de barbas, y algunas figuras enteras son claramente femeninas, sentadas con las piernas abiertas mostrando una vulva, quizá mostrada dando a luz; en otros alfileres esto está claro. Estas piezas eran, presumiblemente, exvotos para la fertilidad. Los ojos a veces están incrustados en blanco, con un punto negro representando la pupila. La cabeza puede ocupar la mayor parte del disco, o ser pequeña, en el centro de un ancho borde con otros temas. Otros diseños presentan un amplio abanico de temas, con algunos motivos puramente decorativos, y otros presentan algunas escenas complejas, principalmente religiosas, con muchas figuras ("demonios de apariencia extraña y animales aparentemente involucrados en actividades de un culto y mitológicas", como las describe Muscarella).

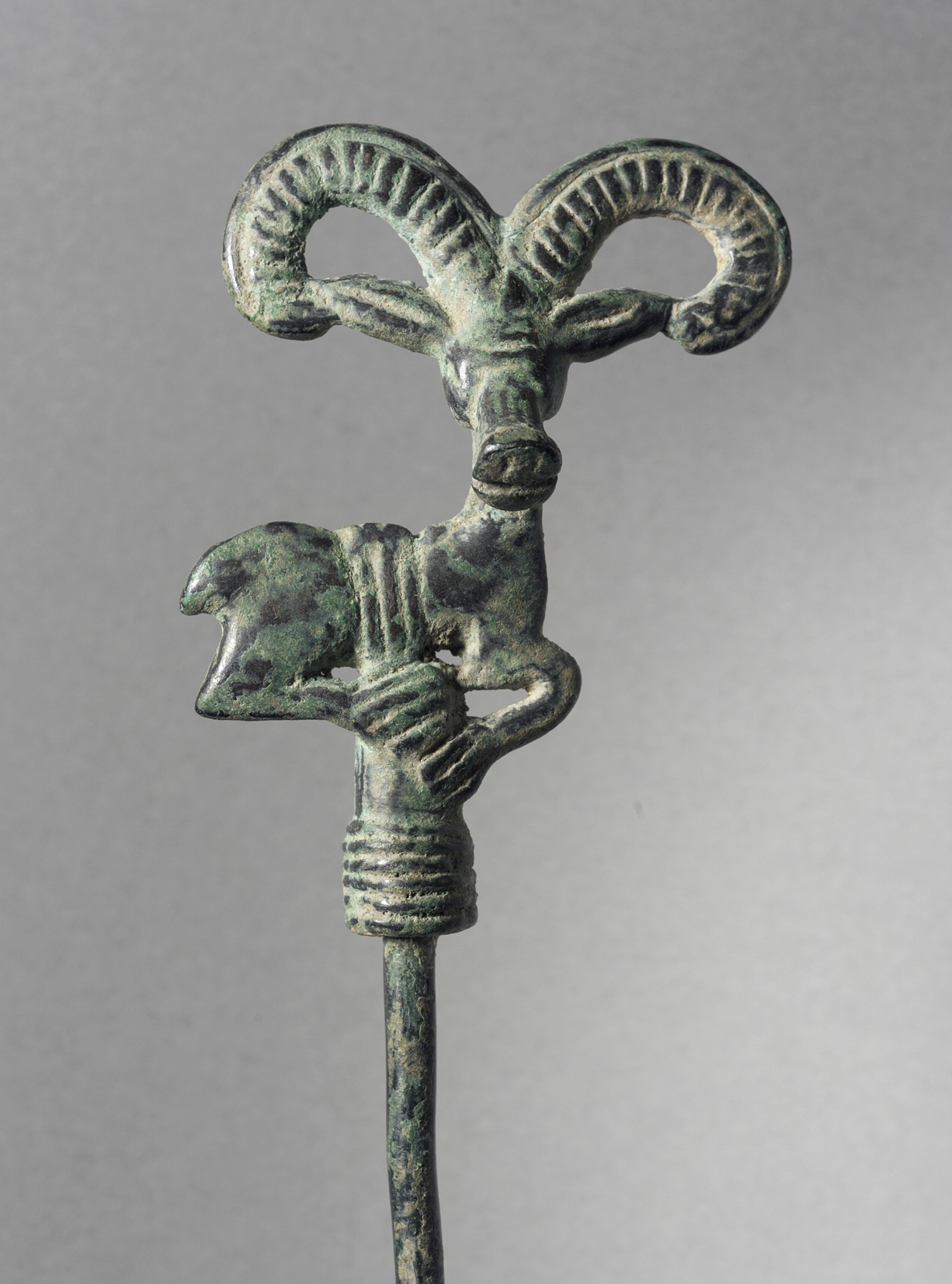
Cabeza de alfiler con íbice o muflón
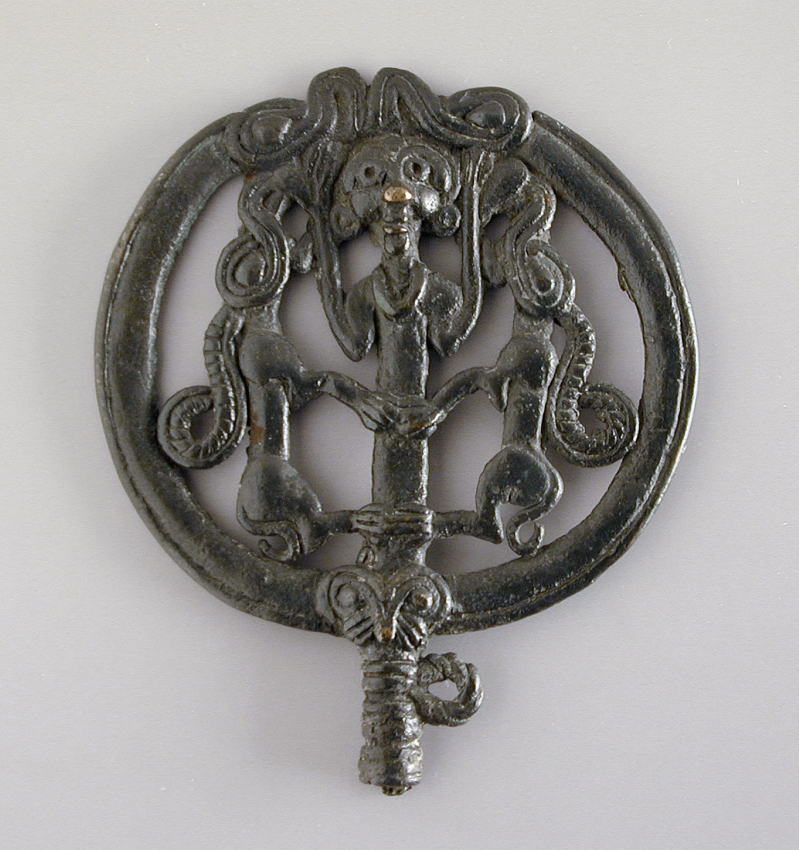
Cabeza de alfiler con motivo estándar de ídolo
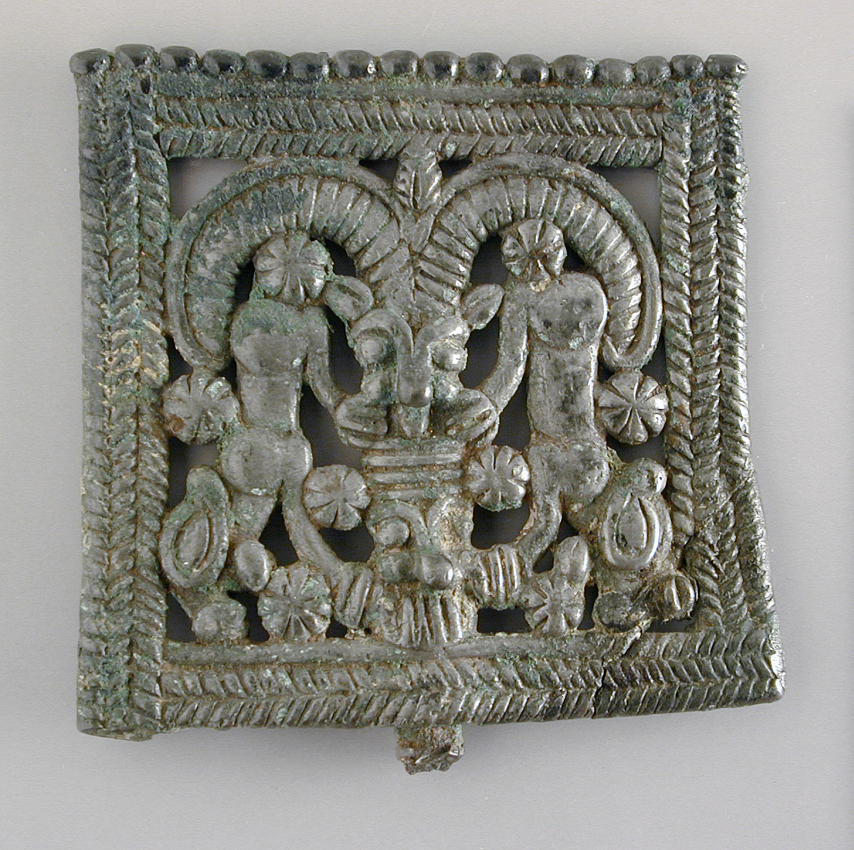
Cabeza de alfiler calada
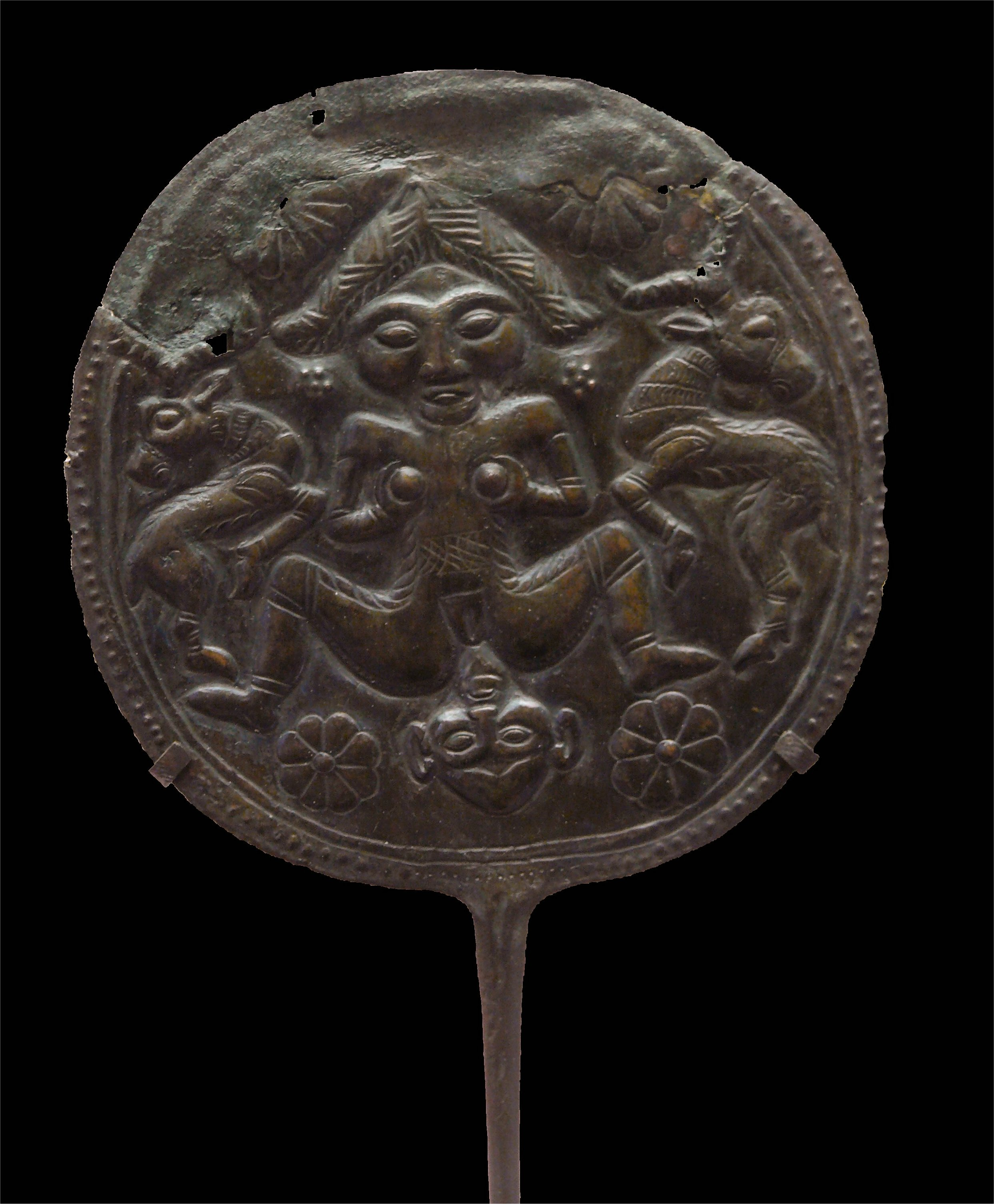
Alfiler de disco con una mujer dando a luz, flanqueada por antílopes
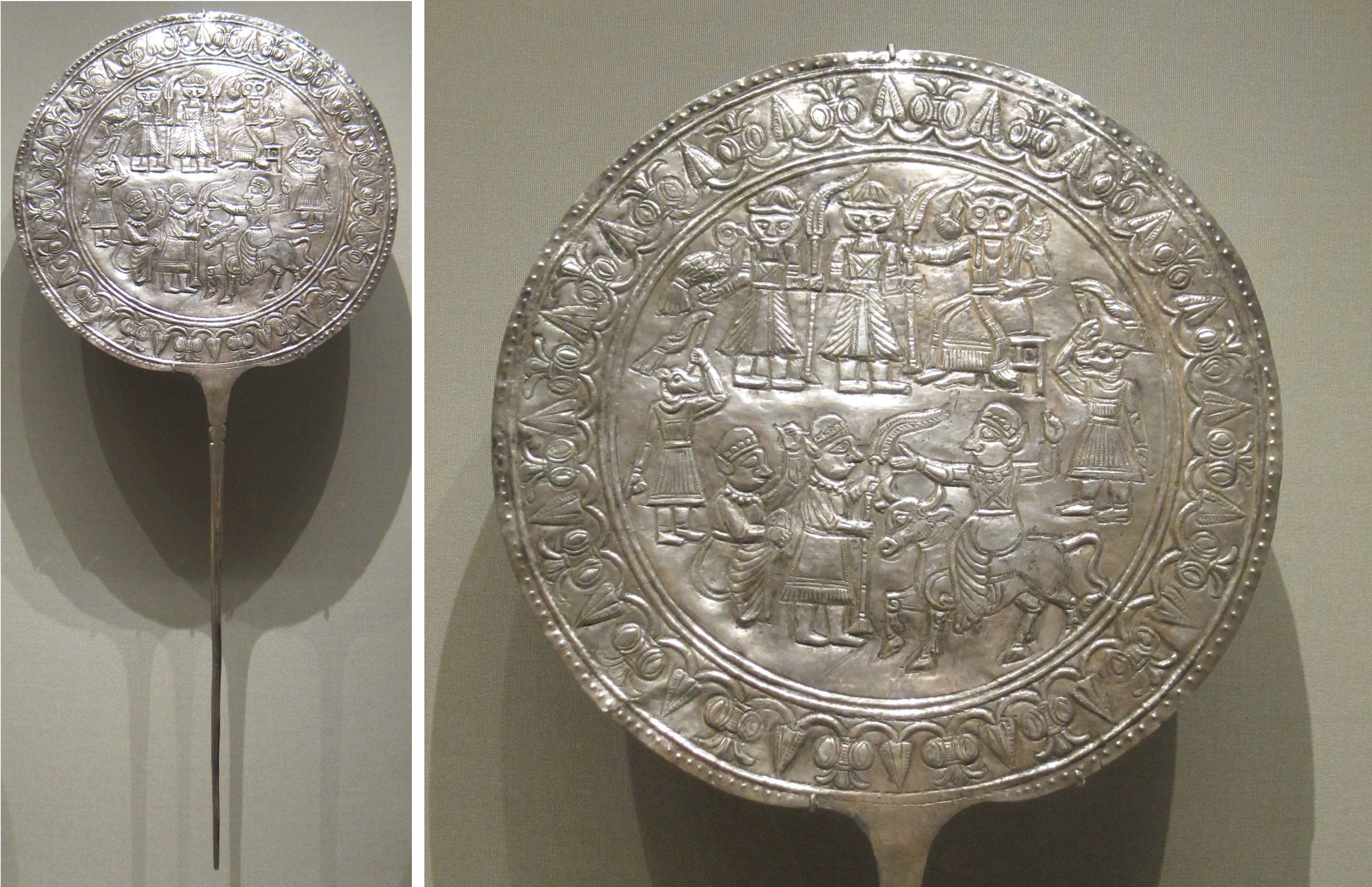
Inusual alfiler de plata con una escena compleja
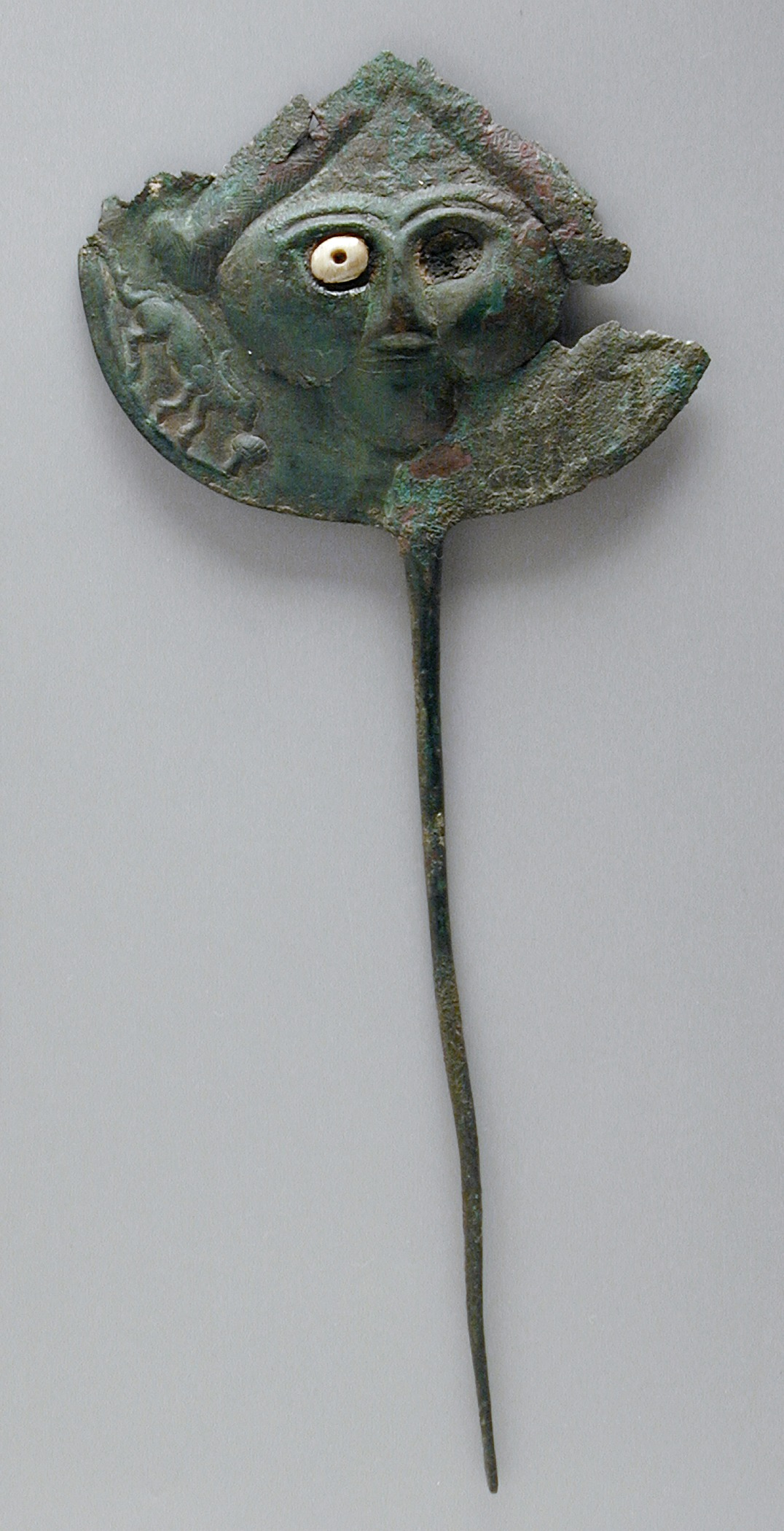
Alfiler de disco; la cara conserva un ojo incrustado

### Otros tipos
Otros tipos incluyen bronces centrados en grandes aros, en su mayor parte decorados con animales en una manera muy parecida a los remates y las carrilleras. Estos quizás formaron parte de arreos de caballos. Grandes piezas con agujeros se asume que fueron asas para piedras de afilar.  Otras piezas elaboradas con láminas de metal incluyen hojas ara las cubiertas frontales de carcajes, típicamente divididas verticalmente en registros con equeñas escenas.  Hay copas y sítulas, ambas con fondos redondeados. Son comunes las armas, incluyendo un tipo de "cabeza de hacha puntiaguda" con tiras que se extienden o picas detrás de la cabeza de hacha; también se pueden encontrar en versiones votivas en miniatura.  Algunos ejemplos parecen haber tenido "pinchos" que fueron diseñados para ser usados en combate, otros quizá no.  Un tipo de "hacha tipo alabarda" tiene la cabeza de un animal colgada de lo alto de la hoja, y pinchos en el otro lado. Se encuentran también joyas de bronce como anillos, brazaletes, colgantes o ajorcas para los tobillos.

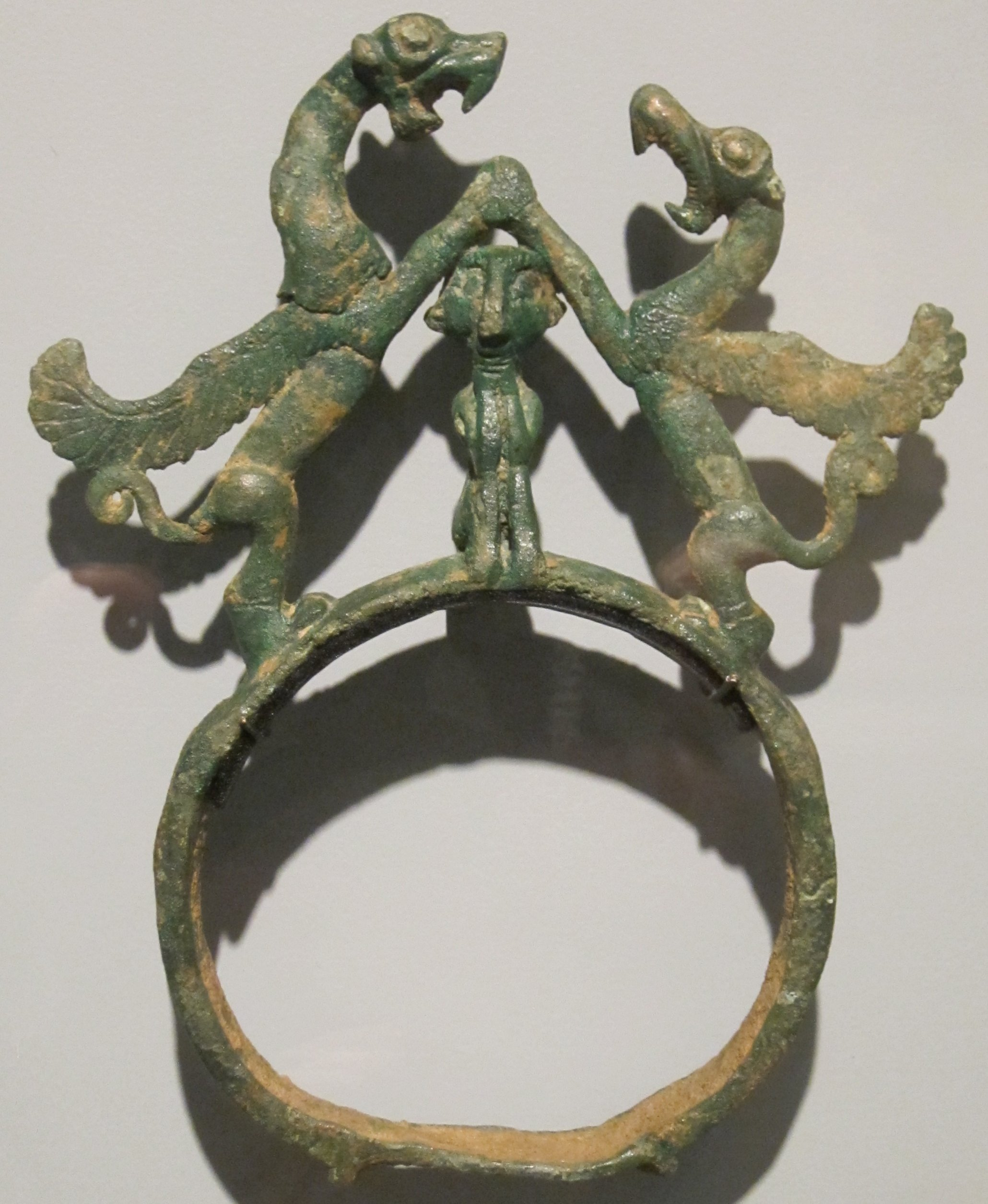
Aro, quizás para un arnés
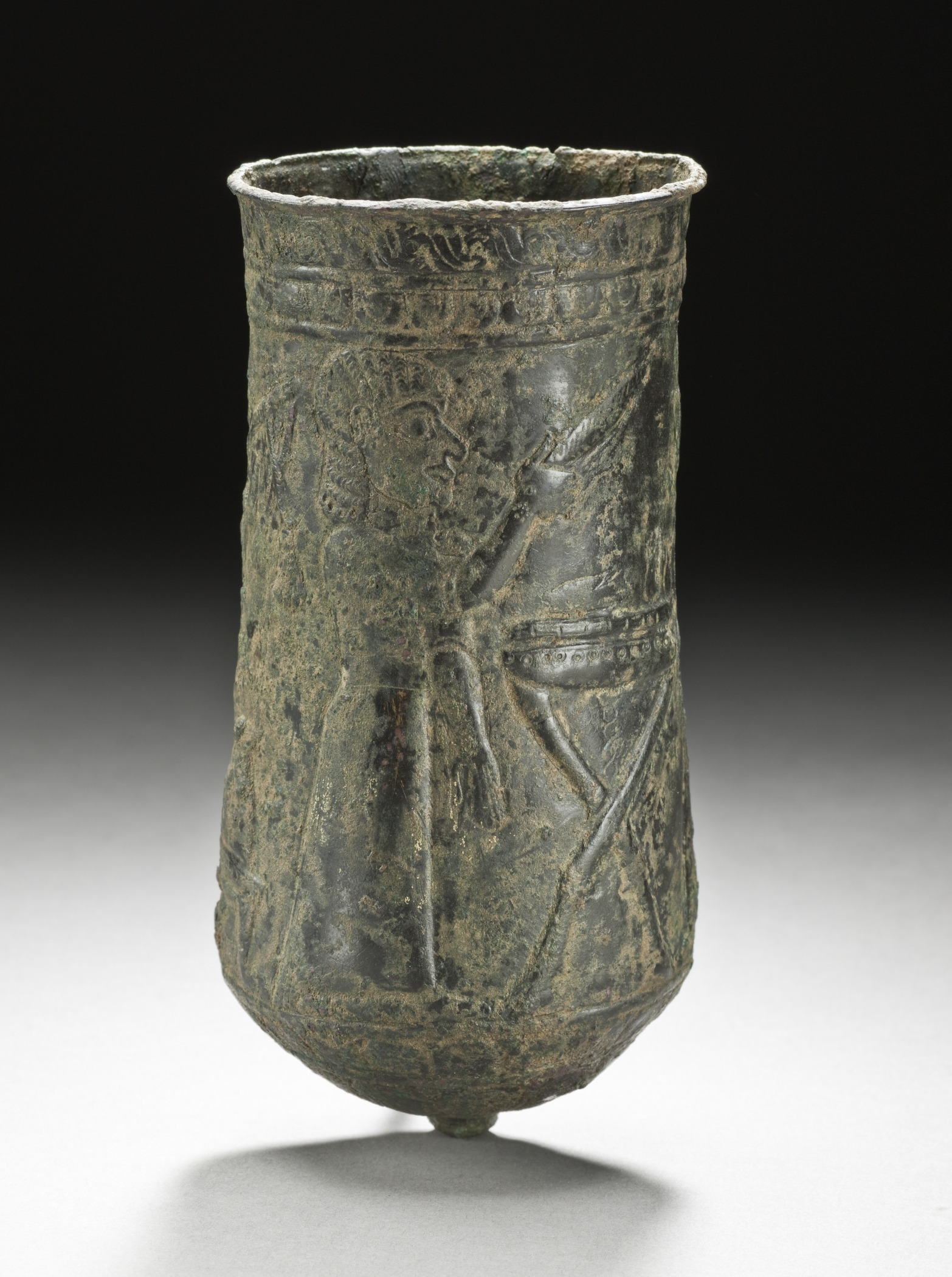
Vaso en pico o sítula
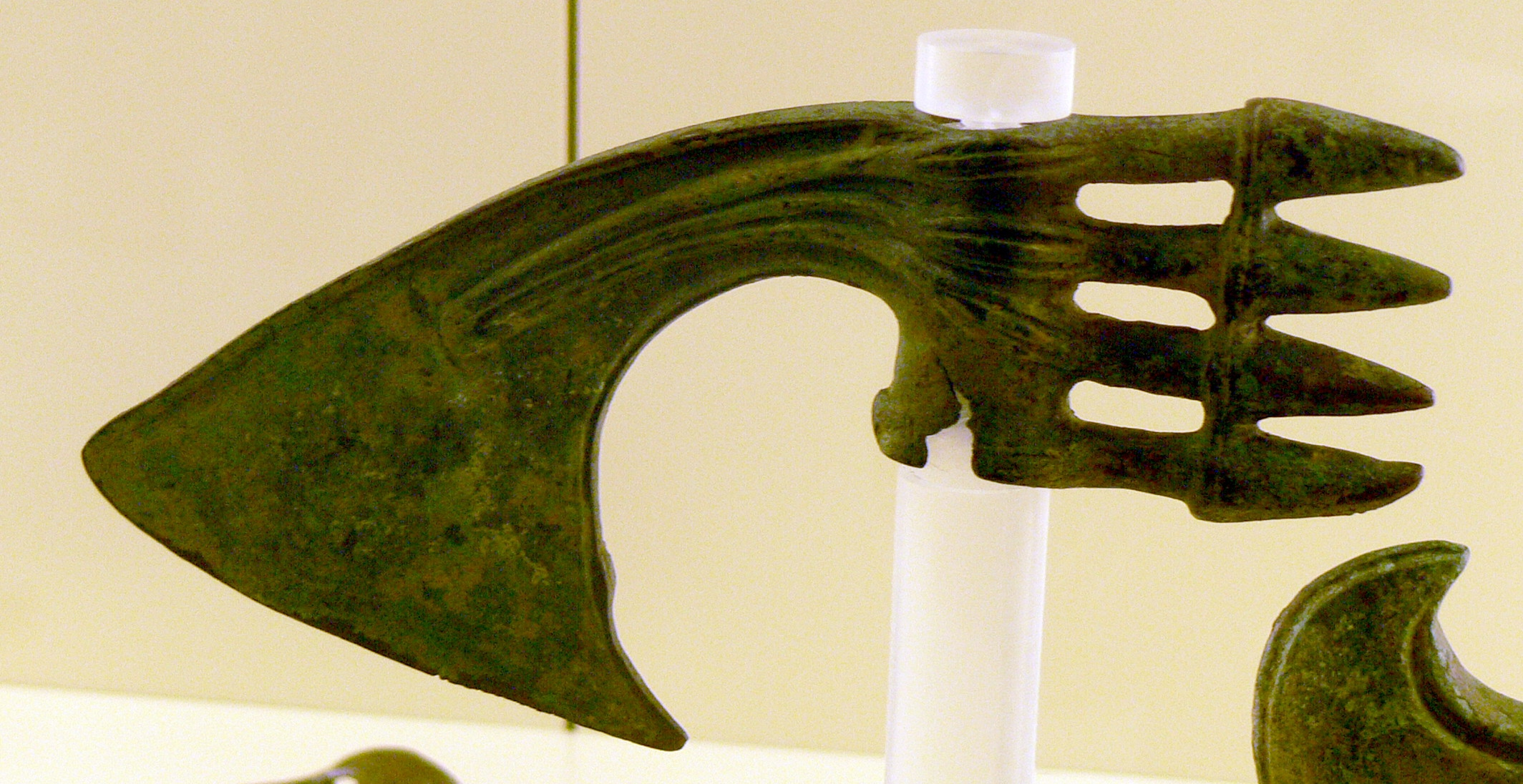
Cabeza de hacha con pinchos
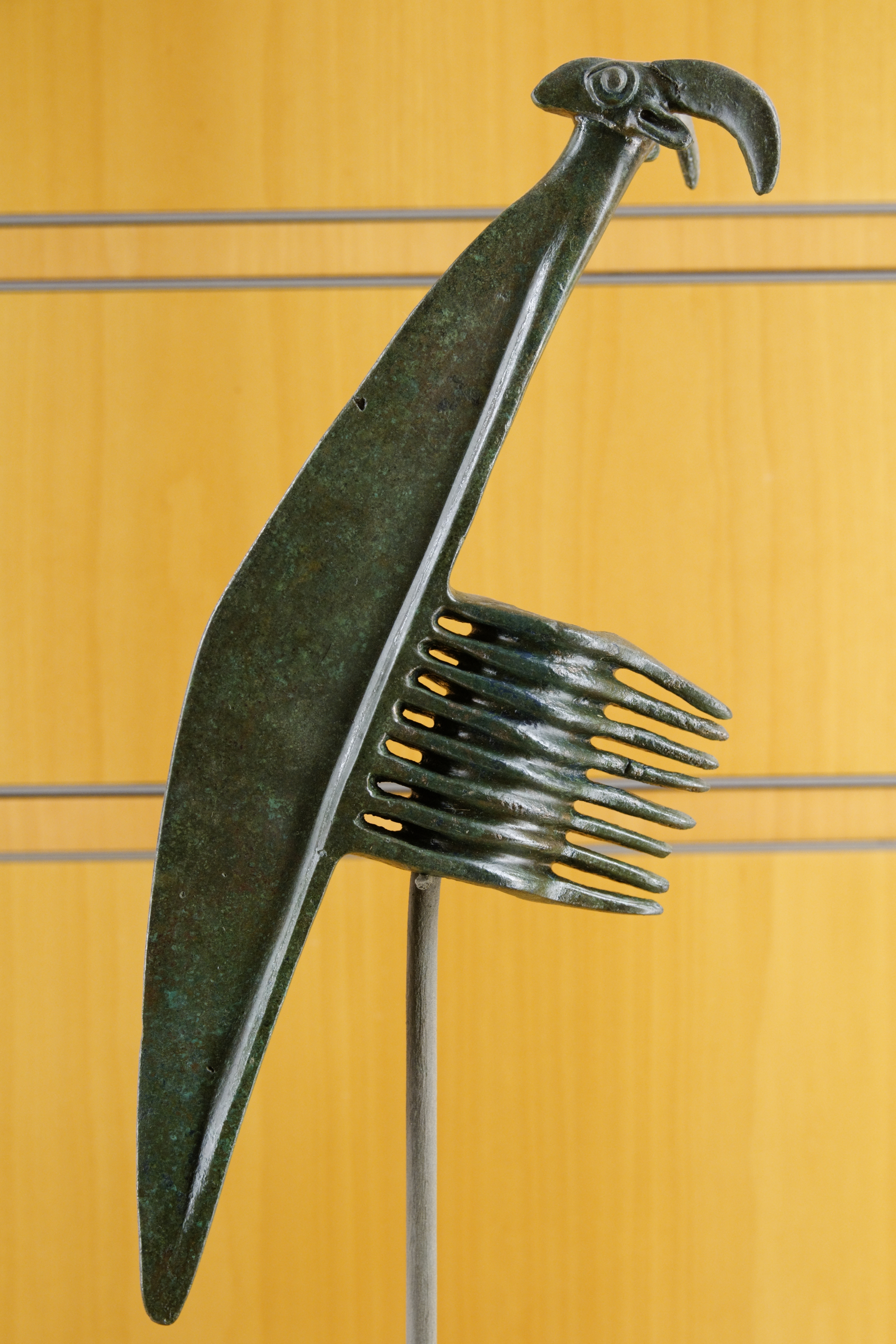
Hacha alabarda
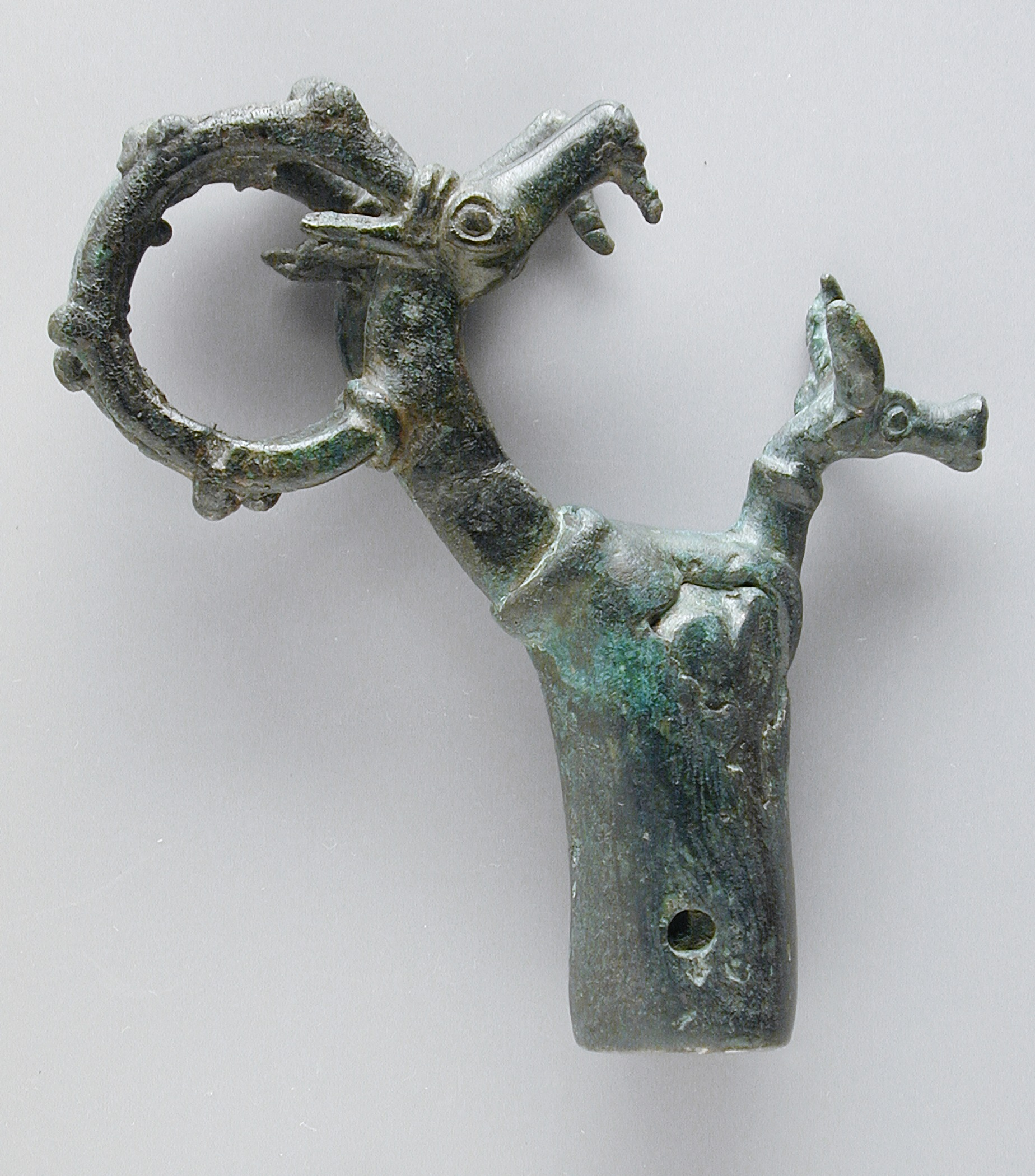
Mango para piedra de amolar
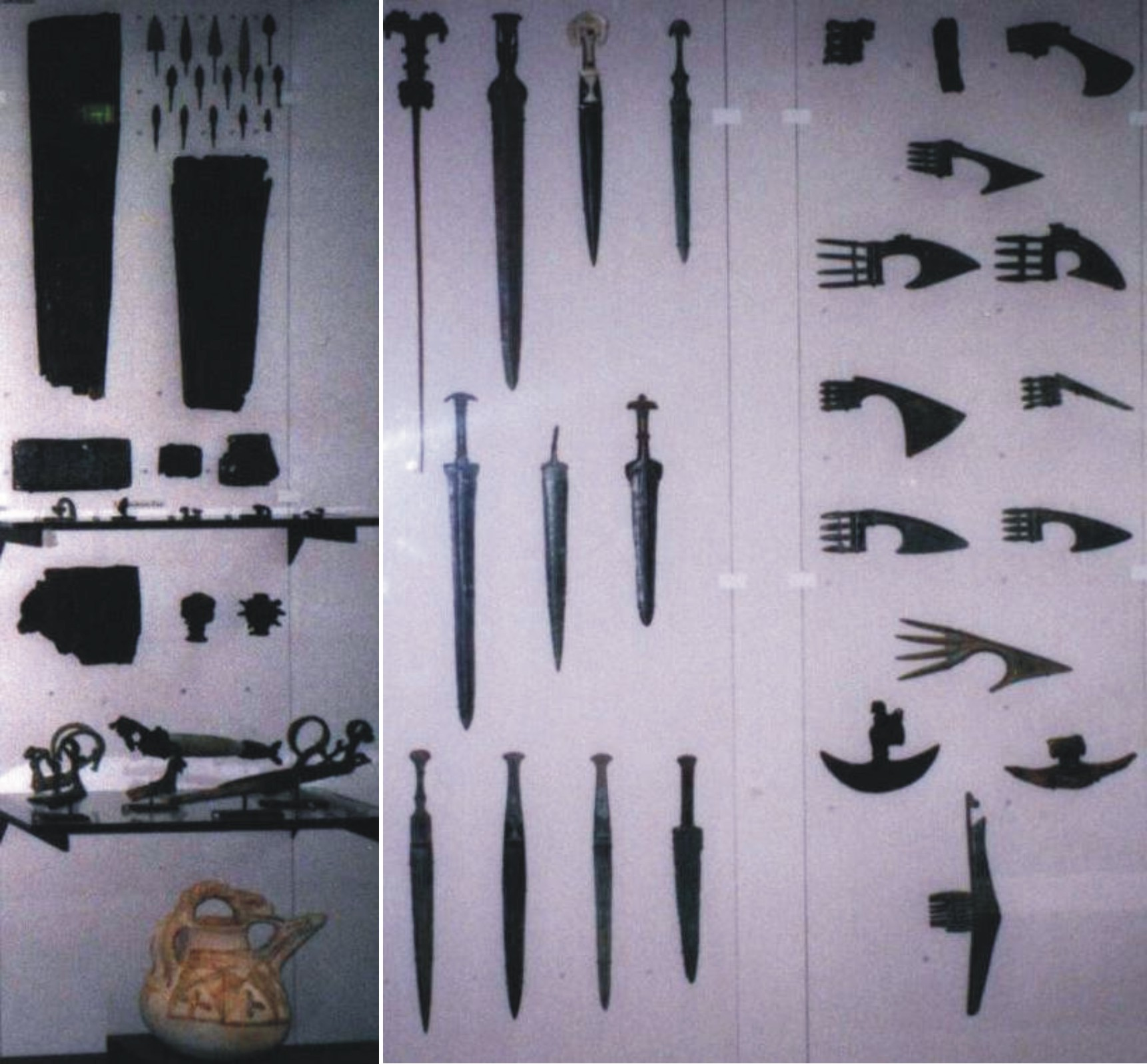
Carcajes, espadas y hachas tipo alabarda y picas, Louvre

## Para saber más
- Amiet, P., Les Antiquités du Luristan. Collection David-Weill, París, 1976 (muchos ejemplares se conservan en el M.º del Louvre)
- Fleming, S. J., V. C. Pigott, C. P. Swann, y S. K. Nash. Bronze in Luristan: Preliminary analytical evidence from copper/bronze artifacts excavated by the Belgian mission in Iran. Iranica Antiqua: 2005.
- Ghirshman, R. Iran: from the earliest times to the Islamic conquest. Penguin Books: 1954.
- Meier-Arendt, W. Bronzen and Keramik aus Luristan und anderen Gebieten Irans im Museum für Vor- and Frühgeschichte. Fráncfort del Meno: 1984.
- Moorey, P. R. S., Catalogue of the Ancient Persian Bronzes in the Ashmolean Museum, Oxford, 1971.
- Moorey, P. R. S. Ancient Bronzes from Luristan. M.º Británico: Londres, 1974.
- Overlaet, B. "Luristan Metalwork in the Iron Age", Persia's Ancient Splendour: Mining, Handicraft and Archaeology, Deutsches Bergbau-Museum: Bochum, 2004.
- Rickenbach, J. Magier mit Feuer und Erz, Bronzekunst der frühen Bergvölker in Luristan, Iran. M.º Rietberg: Zúrich, 1992.
- Zahlhaas, G. Luristan: Antike Bronzen aus dem Iran. Colección arqueológica del estado de Baviera, M.º für Vor-und Frühgeschichte: Múnich, 2002.